# Mateo Iribarren
Juan Mateo Iribarren Arrieta (C. 1964) es un guionista, dramaturgo, director y actor chileno.

## Biografía
Durante la dictadura militar se autoexilió en Bulgaria a inicio de los años 80, estudió música y cine en aquel país. De regreso a Chile formó la compañía teatral Bufón Negro en 1990 junto a Alejandro Trejo Max Corbalán y Alejandro Goic. 
Su participación en cine es muy nutrida, actuando en filmes como Gringuito de Sergio Castilla, Amnesia de Gonzalo Justiniano, Tierra del Fuego de Miguel Littin, Mi famosa desconocida de Edgardo Vierek, El chacotero sentimental de Cristián Galaz, en donde también participó como guionista, y más recientemente en Pacto de fuga de David Albala. Como guionista es donde más  congratulaciones se ha ganado, gracias a su trabajo en filmes como Un ladrón y su mujer, Fuga y Tony Manero.

### Vida personal
Estuvo casado con la actriz Andrea Freund (2001-2015), con quien tuvo un hijo llamado Jack Iribarren. Su hijo mayor es Simón Iribarren y su segundo hijo es Vicente Iribarren. A fines de 2017 fue diagnosticado con cáncer de colon, lo que lo tuvo al borde de la muerte, logrando recuperarse luego de someterse a una operación y tratamiento de radio y quimioterapia.

## Filmografía como actor

### Cine
| Películas | Películas                     | Películas      | Películas             | Películas |
| Año       | Título                        | Rol            | Director              |           |
| --------- | ----------------------------- | -------------- | --------------------- | --------- |
| 1994      | Amnesia                       |                | Gonzalo Justiniano    |           |
| 1998      | Aventureros del fin del mundo |                | Miguel Littin         |           |
| 1998      | Gringuito                     |                | Sergio Castilla       |           |
| 1999      | El Chacotero Sentimental      |                | Cristián Galaz        |           |
| 2000      | Mi famosa desconocida         |                | Edgardo Viereck       |           |
| 2000      | Tierra del Fuego              |                | Miguel Littin         |           |
| 2004      | Mujeres infieles              |                | Rodrigo Ortuzar Lynch |           |
| 2005      | Play                          |                | Alicia Scherson       |           |
| 2006      | Fuga                          |                | Pablo Larraín         |           |
| 2013      | El tío                        |                | Mateo Iribarren       |           |
| 2016      | Argentino QL                  |                | Pato Pimienta         |           |
| 2019      | Pacto de fuga                 | Fiscal Andrade | David Albala          |           |

### Series y unitarios
| Serie de televisión | Serie de televisión          | Serie de televisión | Serie de televisión |
| Año                 | Serie                        | Rol                 | Canal               |
| ------------------- | ---------------------------- | ------------------- | ------------------- |
| 2000                | Vigías del sur               |                     |                     |
| 2003                | Cuentos de mujeres           |                     |                     |
| 2004                | Bienvenida realidad          |                     |                     |
| 2005                | Historias de Eva             |                     |                     |
| 2005                | Los Galindo                  |                     |                     |
| 2005                | Es cool                      |                     |                     |
| 2005-2006           | Tiempo final: en tiempo real |                     |                     |
| 2006                | La vida es una lotería       |                     |                     |
| 2007                | Montecristo                  |                     |                     |
| 2010                | Cartas de mujer              |                     |                     |
| 2010                | La colonia                   |                     |                     |
| 2011                | Los archivos del cardenal    |                     |                     |
| 2011                | Prófugos                     |                     |                     |
| 2015                | Juana Brava                  |                     |                     |
| 2016                | El camionero                 |                     |                     |
| 2016                | Bala loca                    |                     |                     |
| 2020                | La jauría                    |                     |                     |

## Filmografía como guionista
- El Chacotero Sentimental (1999)
- Piel Canela (2001)
- Un ladrón y su mujer (2002)
- Cuentos de mujeres (2003)
- El socio (2004)
- Xfea2 (2004-2005)
- Mitú (2005)
- Los Galindo (2005)
- Es cool (2005)
- Fuga (2006)
- Porky te amo (2006)
- Tony Manero (2008)
- El Regalo (2008)
- Montecristo (2007-2008)
- Grado 3 (2009)
- Post Mortem (2010)
- 03:34 Terremoto en Chile (2011)
- Maldita (2012)
- Polvo (2012)
- Cobre (2012)
- Maldito Corazón (2013)
- El tío (2013)
- Prófugos (2001-2013)
- El mago (2014)